# Ricardo Walther
Ricardo Walther (Brühl, 30 november 1991) is een Duits professioneel tafeltennisser. Hij speelt rechtshandig met de shakehandgreep.

## Belangrijkste resultaten
- Goud met het team op de Europese kampioenschappen 2017.
- Zilver met het team op de wereldkampioenschappen 2022.
- Zilver met het team op de Europese kampioenschappen 2015.
- Zilver met het team op de Europese kampioenschappen 2023.
- Brons in het dubbelspel op de Europese kampioenschappen 2018 met Ruwen Filus.